# Super-high frequency
| Radiospectrum   | Radiospectrum   |
| --------------- | --------------- |
|                 | 3 Hz 100.000 km |
| ELF             |                 |
| 30 Hz 10.000 km |                 |
| SLF             |                 |
| 300 Hz 1.000 km |                 |
| ULF             |                 |
| 3 kHz 100 km    |                 |
| VLF             |                 |
| 30 kHz 10 km    |                 |
| LF (LW)         |                 |
| 300 kHz 1 km    |                 |
| MF (MW)         |                 |
| 3 MHz 100 m     |                 |
| HF (SW)         |                 |
| 30 MHz 10 m     |                 |
| VHF             |                 |
| 300 MHz 1 m     |                 |
| UHF             |                 |
| 3 GHz 100 mm    |                 |
| SHF             |                 |
| 30 GHz 10 mm    |                 |
| EHF             |                 |
| 300 GHz 1 mm    |                 |
|                 |                 |

Met super-high frequency of SHF worden frequenties in het radiospectrum aangeduid tussen 3 en 30 GHz. De radiogolven hebben een golflengte van 10 tot 100 millimeter en worden daarom ook wel centimetergolf genoemd. De SHF-band wordt met name gebruikt voor straalverbindingen en satellietverkeer. Bij omroepsatellieten bijvoorbeeld is de frequentie van de uplink 14 GHz en van de downlink 12 GHz.
Voor transport van deze hoge frequenties wordt soms gebruikgemaakt van coax-kabel, maar vanwege de hoge verliezen bij coax ook van golfpijpen. Als antenne kan, afhankelijk van de toepassing en de frequentie, een schotelantenne of een rasterantenne dienstdoen.
Sinds 2009 zijn ook draadloze lokale netwerken op basis van 802.11n (wifi) in deze band te vinden, en wel rond de 5 GHz. Deze band wordt gebruikt als aanvulling van de zeer drukke en storingsgevoelige 2,4 GHz-band die tevens in de oudere standaarden 802.11b en 802.11g gebruikt wordt.